# Булавин, Леонид Анатольевич
Леонид Анатольевич Булавин (укр. Леонід Анатолійович Булавін; род. 18 августа 1945, Полтава) — советский и украинский учёный-физик, профессор (1989), доктор физико-математических наук (1989), академик Национальной академии наук Украины.

## Биография
Леонид Анатольевич Булавин родился в Полтаве (Украина) в 1945 году. Окончил физический факультет Киевского университета (1967) и аспирантуру этого факультета (1970). Защитил кандидатскую диссертацию по физике в 1980 году, докторскую - в 1989 году. 1990—2007 — декан физического факультета КНУ им. Т. Шевченко. С 1990 года — заведующий кафедрой молекулярной физики физического факультета КНУ им. Т. Шевченко. Член программно-консультативного комитета Объединенного института ядерных исследований (Дубна, Россия). Основатель научной школы нейтронной спектроскопии конденсированных сред.
Научные интересы: физика жидкостей, физика фазовых превращений и критических явлений, нейтронная спектроскопия конденсированных систем, медицинская физика.

## Награды и членство
- Орден «За заслуги» I степени (2019)[1].
- Медаль, приуроченная к 75-летию Кызылординского государственного университета (2012).
- Государственная премия Украины в области науки и техники (2011).
- Орден «За заслуги» II степени (2009).
- Награда НАН Украины за научные достижения (2009).
- Почетный профессор Кызылординского государственного университета (2007).
- Академик НАН Украины (2006).
- Орден «За заслуги» III степени (2004).
- Заслуженный деятель науки и техники Украины (2003).
- Награда Ярослава Мудрого за значительные достижения в области науки и техники (2002).
- Соросовский профессор (1996).
- Член Американского физического общества (1991).
- Член Украинского физического общества (1990).